# Setia
Setia es un género de foraminífero bentónico de la subfamilia Lepidorbitoidinae, de la familia Lepidorbitoididae, de la superfamilia Orbitoidoidea, del suborden Rotaliina y del orden Rotaliida. Su especie tipo es Setia primitiva. Su rango cronoestratigráfico abarca el Paleoceno.

## Clasificación
Setia incluye a las siguientes especies:
- Setia primitiva †
- Setia tibetica †